# 吉林省地震列表

吉林省在中华人民共和国的位置

吉林地震列表主要介绍中华人民共和国吉林省自有记录以来的显著地震。自公元19年《三国史记》中最早的吉林省地震记载起算，吉林省已发生了4次7级以上的地震，以及2次6－7级的地震。其中，吉林省发生过的最大规模地震为1597年长白山地震，其规模经高山泰推测达到了7.7级以上，而经李裕澈推测则达到了8级以上。而遇难人数最多的地震为原载于《大金国志》的1119年前郭卡拉木地震，本次地震共造成了今肇源县和农安县数千人遇难。这场地震同时被认为是1975年海城地震之前发生在中国东北地区最大的浅源破坏性地震。
值得一提的是，中国唯一一个深源地震带（即珲春－汪清深震区）就分布在吉林省延边地区。由于研究深震地震带对于探索地壳和上地幔构造以及上地幔地震成因等都具有重要意义，因此珲春－汪清深震区也受到了世界范围上的学者关注。

## 地质构造与活动

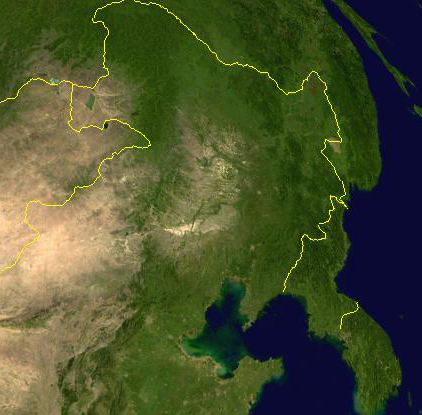
中国东北地区卫星图

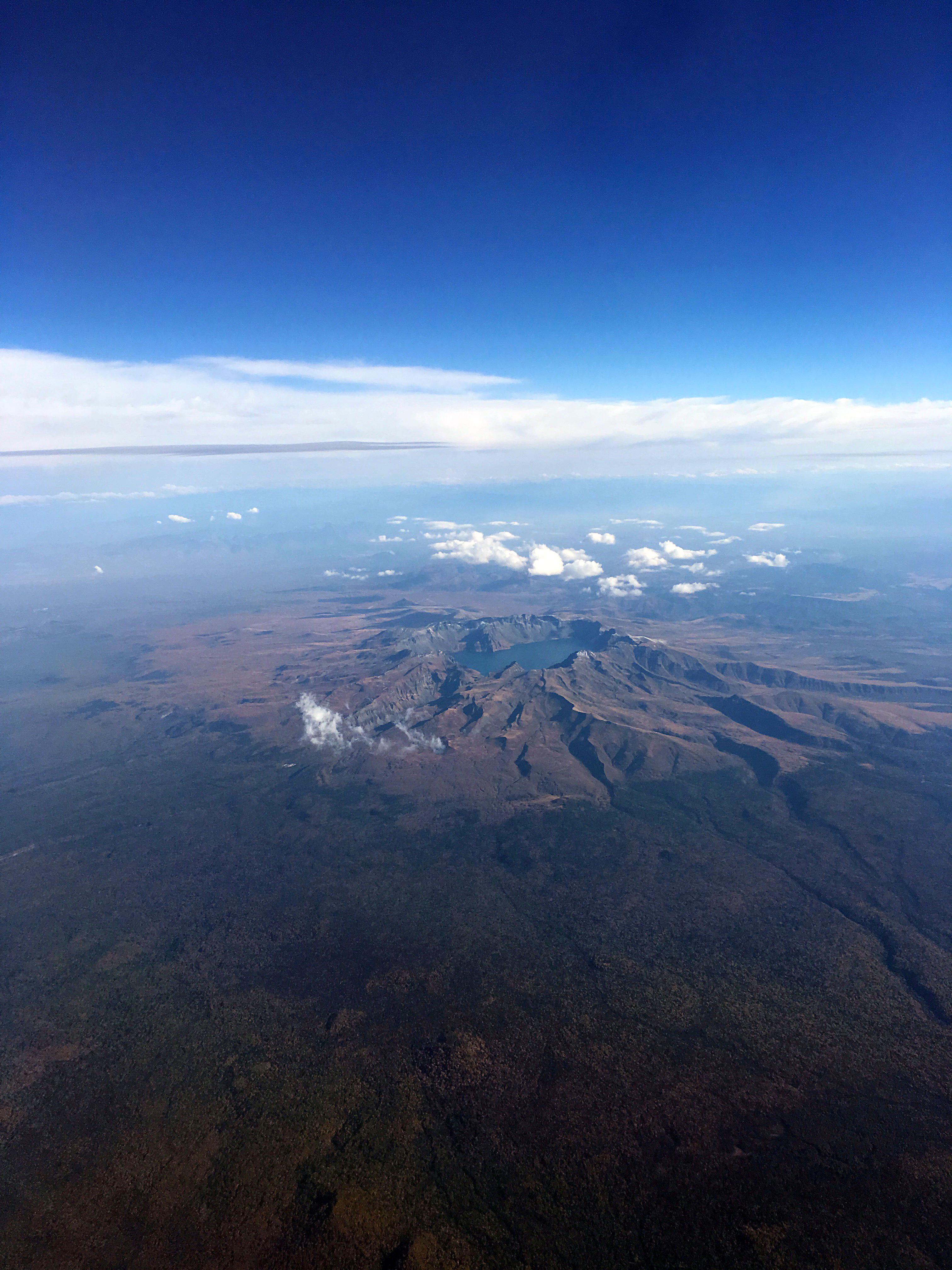
位于中国吉林省和朝鲜边界的长白山天池。远离环太平洋地震带深入大陆边远地区的长白山天池火山和五大连池火山是中国大陆东部仅有的滨太平洋休眠火山，而深震活动又被认为与火山活动具有共生关系

吉林省被认为是中国相对少震、弱震的省份。然而，中国大陆唯一一个深源地震活动区的陆壳部分就主要位于吉林省延边朝鲜族自治州境内属于日本海深震带深入中国大陆的一部分的珲春－汪清深震区，吉林省历史上发生的两次8级左右规模的地震也都发生于这一带。远离环太平洋地震带深入大陆边远地区的长白山天池火山和五大连池火山是中国大陆东部仅有的滨太平洋休眠火山，而深震活动又被认为与火山活动具有共生关系。
对于处在吉林省东部的北东向断裂带而言，其演化历史均可大致划分为韧脆性剪切阶段、边缘断裂阶段、左行走滑阶段、造山阶段、盆岭阶段和逆冲推覆阶段这六个阶段。这些断裂带的断裂特征明显、活动时间长、构造运动强烈。在吉林省东部，还分布了许多以长白山天池火山群为中心的卫星火山群，而包括长白山火山群在内的这些火山群大多都处于两个断裂带交汇处，如长白山火山群形成于鸭绿江－图们江裂谷带与金策－白山站北西向深断裂带交汇处，再如敦化火山群形成于敦密深大断裂带与宽甸－龙岗－牡丹江北北东向深大断裂带的交汇处。而对于吉林省西部而言，目前最活跃的断裂带为孤店断裂，21世纪所发生的造成重大经济损失的地震皆发生于此断裂附近。该断裂所处的松辽盆地位于太平洋板块西侧、东亚活动大陆边缘，发育在大陆内部太古宇—元古宇基底之上，盆地内多火山和岩浆活动。

## 观测及研究历史
吉林省最早的地震记载是《三国史记》中记载的一次公元19年（东汉天风六年）发生于今集安附近的地震。记载断断续续持续到公元386年戛然而止。直至《大金国志》中提及到1119年2月于今前郭尔罗斯蒙古族自治县发生的地震，其中间史料空白长达723年。然而，在1119年前郭地震后，又残缺了七百余年，直至1871年才于《奉化县志》中见到下一次地震记载。造成上述逾千年没有地震记载的原因，除了中国东北地区地震活动频次低之外，还有可能是因为东北地区对文史地震的研究程度不高。
进入地震学近代观测史后，1908年，日本地震学家在长春市首次建立了测震台。1936年，日本人又在延吉市内建立了延吉测候所，内设有测震台。但这些观测资料均已消失。1952年，中国科学院在长春市成立了地震地磁观测组，该观测组后于1956年更名为长春地球物理观象台，于一年后（即1957年）正式投入观测与记录。该台在之后的中国地震观测研究中与北京地震台等并称为“中国老八台”。1972年1月，吉林省地震编目编写工作开始。按照中国地震局地震编目的相关技术规范要求，该编目承担了吉林省内以及邻近地区天然地震的分析处理的工作。同年7月，吉林省地震办公室正式成立，其主要职责为建立吉林省内的地震及地震前兆监测台网，后于1984年开始着手地下水井网的建设。
1985年，吉林省全省范围内开展了地震监测手段的清理整顿与实用化攻关改造活动。经过这次整顿攻关改造后，吉林省形成了由中国国家基本地震台、吉林省区域台、地方台和地下水位观测网点组成的吉林省地震监测台网。20世纪90年代，吉林省地震局开始实施区域台网调整和优化改造方案，进一步提高了仪器的观测精度，同时改善了观测环境。2012年，为弄清所处盆地的活动断裂和发震构造情况，松原市地震局委托中国地震局直属高校防灾科技学院开展了城市活动断裂探测与地震危险性评价项目，后于2013年5月通过专家验收。

## 近代观测史地震活动
| 中国全国与东北地区地震活跃期 | 中国全国与东北地区地震活跃期 | 中国全国与东北地区地震活跃期 |
| 对比                         | 对比                         | 合并                         |
| ---------------------------- | ---------------------------- | ---------------------------- |
|                              |                              |                              |

吉林省被广泛认为是中国相对少震、弱震的省份，近代地震观测史上，吉林省内只有延边朝鲜族自治州和松原市发生过显著地震，但在1999年汪清地震和2002年汪清地震两次强烈深震发生后，若从1916年起计，中国东北地区因上述两次地震的触发后进入第五次地震活跃期。东北地区的中强浅源地震因此变得活跃起来，尤其是在2002年汪清地震后，在随后的三年内，连续发生了一系列中强地震。2015年5月，即中华人民共和国第7个防灾减灾日宣传时期，吉林省地震与火山分析预报研究中心副主任盘晓东接受采访表示，根据自1972年吉林省地震台网建成后的资料分析，以四平－长春－舒兰一线为界，吉林省东部地区的地震活动相对较活跃，西部地区相对不活跃。但自进入21世纪以来，吉林省西部地区的地震活动与东部相比相对较强，以2006年乾安地震和2013年前郭地震为典型，对震中附近地区造成了严重的损失。
根据张国民研究员对中国境内全国地震活跃期的划分结果与东北地区的地震活跃期进行对比，可以发现中国东北地区的地震活跃期往往是紧随着全国地震活跃期结束而开始的，即中国地震活跃期与中国东北地区地震活跃期首尾相接。从19世纪末、20世纪初起算，中国和中国东北地区的地震活跃期划分大致如下表：
| 中国全国和东北地区的地震活跃期的划分 | 中国全国和东北地区的地震活跃期的划分 | 中国全国和东北地区的地震活跃期的划分 |
| 活跃期                               | 中国活跃期                           | 中国东北地区活跃期                   |
| ------------------------------------ | ------------------------------------ | ------------------------------------ |
| 第一活跃期                           | 1890年－1912年                       | 1912年－1926年                       |
| 第二活跃期                           | 1920年－1938年                       | 1937年－1948年                       |
| 第三活跃期                           | 1946年－1957年                       | 1956年－1967年                       |
| 第四活跃期                           | 1966年－1976年                       | 1975年－1986年                       |
| 第五活跃期                           | 1985年至今                           | 1999年（－2008年）                   |

## 显著地震
下方表格列出了中华人民共和国吉林省历史上的显著地震。除非特别注明，表内的震中位置均采用中华人民共和国最新的行政规划，地震烈度均采用麦加利地震烈度或修订麦加利地震烈度度量。
| 日期           | 震中位置                                                                         | 震级      | 震源深度       | 烈度 | 遇难   | 受伤 | 备注 | 来源                        |
| -------------- | -------------------------------------------------------------------------------- | --------- | -------------- | ---- | ------ | ---- | --- | --------------------------- |
| 1119年2月      | 前郭尔罗斯蒙古族自治县                                                           | 6.75－7 M | 不详           | IX   | 数千人 | 不详 | 本次地震发生于孤店断裂上，原载于《大金国志》。本次地震造成始兴（肇源县）和利涉（农安县）数千人遇难。截至21世纪，这次地震仍然是松辽盆地乃至吉林省发生的规模最大的一次地震，同时被认为是1975年海城地震之前发生在中国东北地区最大的浅源破坏性地震。 | [ 20 ] [ 21 ] [ 22 ] [ 23 ] |
| 1597年10月6日  | 长白山一带                                                                       | ≥8 M      | 深源，具体不详 | VI   | 0人    | 0人  | 由于这次地震的影响范围大，有感范围半径可达1800千米以上，所以曾被误以为震中位于渤海，直至21世纪初才被李裕澈等人确定本次地震的震中位置为中国东北部和朝鲜东北部一带的珲春－汪清深震区。 | [ 5 ] [ 24 ]                |
| 1902年7月3日   | 延边朝鲜族自治州汪清县或图们江口 43°25′59″N 129°24′00″E / 43.433°N 129.400°E     | 6.6 M     | 20千米         | VIII | 不详   | 不详 | 本次地震是中国东北地区已知最早给出时、分、秒发震时间的地震。由于本次地震震中处于珲春－汪清深震区一带，曾发生过的几次中强地震的震源深度皆为数百公里，在震前几十年间该地浅源地震活动也十分微弱，因此，曾有人对本次地震资料的可靠程度提出过疑问，但最终被吉林省延边地震办公室和辽宁省地震局证实为可靠资料。本次地震除造成人员伤亡外，还致使震中附近房屋被毁坏和小溪错动。 | [ 25 ] [ 26 ] [ 27 ]        |
| 1973年9月29日  | 延边朝鲜族自治州或图们江口 41°54′25″N 130°58′30″E / 41.907°N 130.975°E           | 7.8 MW    | 575.5千米      | III  | 0人    | 0人  | 关于本次地震的震中尚存争议，但均位于珲春－汪清深震区。中国吉林省、辽宁省、天津市、北京市、河北省和山东省有感。除此之外，日本气象厅设立于日本本土多地的地震仪观测到了震度阶级为3的摇晃。由于震源深度过大，本次地震未造成人员伤亡，但这是珲春－汪清深震区有记录以来发生过的最大规模的地震。                                                                              | [ 5 ] [ 28 ]                |
| 1999年4月8日   | 延边朝鲜族自治州汪清县 43°36′25″N 130°21′00″E / 43.607°N 130.350°E               | 7.1 MW    | 565.7千米      | V    | 0人    | 0人  | 通过各机构所给出的各地烈度情况，李裕澈等人总结出本次地震的有感范围的最大半径为2000余千米，绝大多数地点的烈度为3度以下，仅少数地区（半径约200余千米）为5度。由于震源深度过大，本次地震未造成人员伤亡。 | [ 5 ] [ 29 ]                |
| 2002年6月29日  | 延边朝鲜族自治州汪清县 43°30′N 130°36′E / 43.50°N 130.60°E                       | 7.3 MW    | 540千米        | V    | 0人    | 0人  | 由于本次地震的震源深度极深，未造成人员伤亡。但由于地震规模较大，震中距较小的吉林省延边朝鲜族自治州震感较为强烈，而偏离板块俯冲方向较远的中国东北地区南部、华北地区甚至日本、俄罗斯、朝鲜、韩国等部分地区也有震感报告。 | [ 5 ] [ 30 ] [ 31 ] [ 32 ]  |
| 2006年3月31日  | 乾安县与前郭尔罗斯蒙古族自治县交界处 44°37′26″N 124°07′19″E / 44.624°N 124.122°E | 5.0 Ms    | 10.0千米       | VI   | 0人    | 2人  | 本次地震震中位于吉林油田开采区内，被认为与油气田开采诱发有关。本次地震是吉林省40年来最大的浅源地震，共造成约7万间民房受损，经济损失约1亿元人民币。 | [ 33 ] [ 34 ] [ 35 ]        |
| 2013年11月23日 | 前郭尔罗斯蒙古族自治县 44°36′N 124°10′E / 44.60°N 124.17°E                       | 5.8 Ms    | 9.0千米        | VII  | 0人    | 10人 | 本次地震序列共发生5次面波震级为5.0级以上的地震，造成近6万户房屋受损（其中1.6万户严重受损），25.7万人受灾，经济损失20亿人民币。 | [ 36 ] [ 37 ] [ 38 ]        |
| 2018年5月28日  | 松原市宁江区 45°16′45″N 124°33′26″E / 45.2792°N 124.5572°E                       | 5.7 Ms    | 13.0千米       | V    | 0人    | 0人  | 本次地震共造成2间房屋倒塌，2006间房屋受严重破坏以及9601间房屋受一般损坏，但暂未收到人员伤亡的报告。另外，震区内有农民报告，其进行劳作的稻田地里发生了土壤液化现象。 | [ 39 ] [ 40 ] [ 41 ]        |